# القرية الأليفة (دوبة)
القرية الأليفة (باليابانية: こぐまのミーシャ) مسلسل رسوم متحركة ياباني (أنمي) .

## وصلات خارجية
- القرية الأليفة على موقع قاعدة بيانات الفيلم (الإنجليزية)
- القرية الأليفة على موقع ANN anime (الإنجليزية)